# Punteadura
Una punteadura (o puntuación) es un sector de la pared celular vegetal primaria no desarrollada, a través de las cuales se comunican las células entre sí. Para que exista comunicación deben coincidir las punteaduras de las células adyacentes, formando un par de punteaduras.Las punteaduras son zonas delgadas de la pared celular, formadas por la lámina media y una pared primaria muy fina. Suelen estar juntas las punteaduras de dos células adyacentes.
Es aquella en la que puede distinguirse una región (areola) en tormo al orificio propiamente dicho. Se produce por un levantamiento de la pared secundaria respecto de la primaria en forma de cráter.

## Tipos de punteaduras
- Par de punteaduras simples, donde la pared secundaria no forma reborde (por ejemplo, en fibras libriformes).
- Par de punteduras areoladas, se generan cuando las paredes secundarias de las células contiguas forman un reborde o aréola (por ejemplo, en el xilema de las angiospermas).
- Par de punteaduras semiareoladas, cuando la punteadura areolada de una célula coincide con la punteadura simple de otra (por ejemplo, entre un vaso o tráquea y el parénquima).
- Par de punteaduras areoladas con torus, cuando se forma el torus o toro, existe un engrosamiento impermeable de la pared primaria (por ejemplo, en las traqueidas). En este tipo de puntuación, el torus actúa como una válvula, ya que cuando las presiones hidrostáticas en las células contiguas son distintas, la elasticidad de la pared primaria permite el desplazamiento del torus, que se aplica contra la abertura de la puntuación del lado de la presión menor, cerrando así la comunicación.

Existen también punteaduras ciegas, cuando la puntuación no coincide con la de la célula adyacente. Estas no son funcionales.